# 関本町
関本町（せきもとまち）は茨城県真壁郡にかつて存在した町である。

## 地理
- 現在の筑西市の南西部、旧関城町の西部に位置する。
- 町は鬼怒川の東岸に位置する。
- 町域は台地と平地が入り組む谷戸が多い地形になっている。

## 歴史

### 村名の由来
古く関荘、関郡に属したことと、合併した各旧村の冠称より。

### 村域の変遷
- 1889年（明治22年）4月1日 - 町村制施行により、関本分中町、関本上中町、関本上町、関本中町、関本下町、関本肥土村、船玉村、上野村が合併し真壁郡関本町が発足。
- 1956年（昭和31年）8月1日 - 関本町は河内村・黒子村とともに合併し関城町が発足。関本町は消滅。
- 1978年（昭和53年） - 旧関本町の一部（関本上中・関本上・関本肥土・船玉の各一部）は下館市に編入。

変遷表
| 1868年 以前 | 1868年 以前      | 明治22年 4月1日 | 昭和31年 8月1日 | 昭和53年      | 平成17年 3月28日 | 現在   |
| ----------- | ---------------- | --------------- | --------------- | ------------- | ---------------- | ------ |
|             | 関本分中町       | 関本町          | 関城町          | 関城町        | 筑西市           | 筑西市 |
|             | 関本上中町       | 関本町          | 関城町          | 関城町        | 筑西市           | 筑西市 |
|             | 関本上町         | 関本町          | 関城町          | 関城町        | 筑西市           | 筑西市 |
|             | 関本中町         | 関本町          | 関城町          | 関城町        | 筑西市           | 筑西市 |
|             | 関本下町         | 関本町          | 関城町          | 関城町        | 筑西市           | 筑西市 |
|             | 関本肥土村       | 関本町          | 関城町          | 関城町        | 筑西市           | 筑西市 |
|             | 船玉村           | 関本町          | 関城町          | 関城町        | 筑西市           | 筑西市 |
|             | 上野村           | 関本町          | 関城町          | 関城町        | 筑西市           | 筑西市 |
|             | 関本上中町の一部 | 関本町          | 関城町          | 下館市 に編入 | 筑西市           | 筑西市 |
|             | 関本上町の一部   | 関本町          | 関城町          | 下館市 に編入 | 筑西市           | 筑西市 |
|             | 関本肥土村の一部 | 関本町          | 関城町          | 下館市 に編入 | 筑西市           | 筑西市 |
|             | 船玉村の一部     | 関本町          | 関城町          | 下館市 に編入 | 筑西市           | 筑西市 |

## 大字
- 関本分中（せきもとわけなか）
- 関本上中（せきもとかみなか）
- 関本上（せきもとかみ）
- 関本中（せきもとなか）
- 関本下（せきもとしも）
- 関本肥土（せきもとあくと）
- 船玉（ふなだま）
- 上野（うえの）

## 人口・世帯

### 人口
総数 [単位： 人]
| 1891年（明治24年） | 3,494 |
| 1920年（大正 9年） | 4,616 |
| 1935年（昭和10年） | 5,595 |
| 1950年（昭和25年） | 6,675 |

### 世帯
総数 [単位： 世帯]
| 1920年（大正 9年） | 817   |
| 1935年（昭和10年） | 954   |
| 1950年（昭和25年） | 1,107 |

## 交通

### 鉄道
- 常総筑波鉄道
  - 鬼怒川線（1964年1月16日に廃止。）
    - 常総関本駅 - 三所駅